# Accipiter francesiae pusillus
Lo sparviero di Anjouan (Accipiter francesiae pusillus (Gurney Sr., 1875)) è una sottospecie dello sparviero di Frances (Accipiter francesiae) endemica di Anjouan, un'isola delle Comore. Si riteneva estinto fino a poco tempo fa, ma una serie di ricerche effettuate negli anni '80 e nel 2005 sono riuscite a confermare la sua sopravvivenza.

## Descrizione
Entrambi i sessi dello sparviero di Anjouan hanno un piumaggio simile a quello del maschio della sottospecie nominale dello spraviero di Frances, diffusa nel Madagascar, ma hanno dimensioni notevolmente inferiori e sono privi della maggior parte delle barre sulle parti inferiori. I maschi hanno un'ala lunga 13,5-14,9 cm e una coda lunga 9,9-18,8 cm, mentre le femmine sono più grandi, con una lunghezza dell'ala di 15,5-16,3 cm e della coda di 11,3-12,5 cm. Entrambi i sessi hanno parti inferiori bianche, parti superiori grigie, ali di colore grigiastro scuro e barre scure sulla coda.

## Conservazione
A causa della caccia su ampia scala e della perdita dell'habitat nel corso del XX secolo, alla fine degli anni '50 lo sparviero di Anjouan si trovava a un passo dall'estinzione. Durante un mese di intense ricerche sul campo nel 1958 ne fu avvistato un unico esemplare, e gli studiosi stimarono che la sua popolazione fosse costituita da un numero di esemplari compreso tra uno e dieci. Un'altra spedizione, nel 1965, trascorse tre giornate sull'isola senza incontrare nessuno di questi uccelli (ma bisogna aggiungere che trovare uno di questi animali non era la finalità della spedizione; inoltre, l'habitat principale dello sparviero non fu visitato); gli autori sottolineavano che le altre sottospecie erano «estremamente addomesticabili».
Fino al 1907, ne erano stati catturati 44 esemplari, uno dei quali esposto al Museo di Zoologia dell'Università di Zurigo, in Svizzera. L'ultima popolazione conosciuta trovò riparo sulla regione montuosa al centro dell'isola, ma tra il 1958 e il 1977 la specie non venne più avvistata.
Altre sottospecie di sparviero di Frances presenti in altre isole delle Comore non sono andate incontro allo stesso destino. Una possibile causa della diminuzione della specie è da cercarsi nella deforestazione provocata dalla sovrappopolazione umana; recentemente, la diminuzione della popolazione di A. f. griveaudi a Grande Comore è coincisa con un significativo incremento della popolazione umana, mentre A. f. brutus è ancora comune a Mayotte, dove sono ancora presenti vaste distese di foreste di pianura e la densità di popolazione è circa il 75% di quella di Anjouan.
Un esemplare è stato filmato dagli operatori della prima puntata della serie BBC Unknown Africa, che visitarono l'ultima zona di foresta pluviale rimasta ad Anjouan al seguito del direttore di Action Comores alla ricerca della volpe volante di Livingstone.